# Tadschikischer Bürgerkrieg

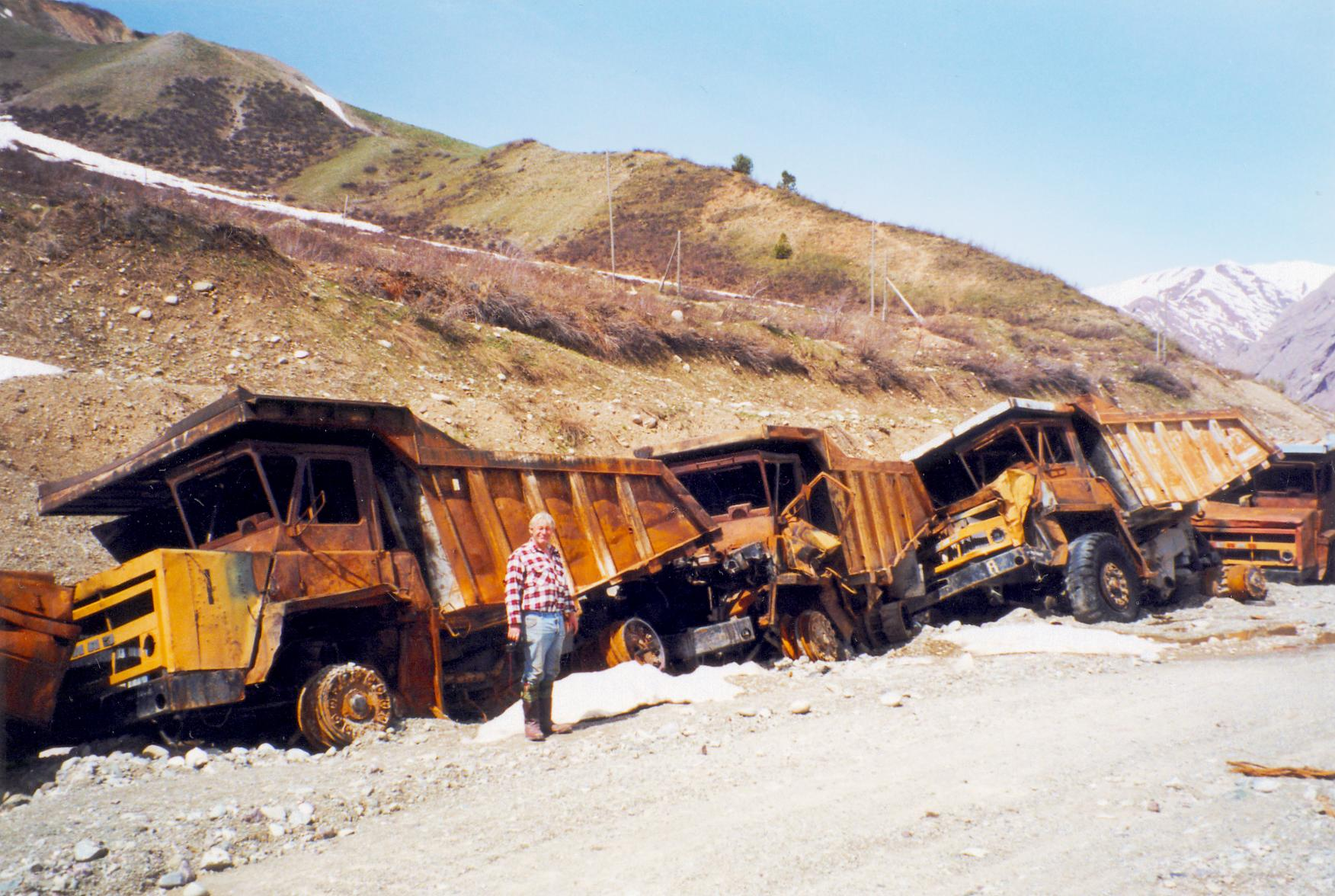
Während der Kämpfe zerstörte LKW

Der Tadschikische Bürgerkrieg brach aus, nachdem sich die Tadschikische Sozialistische Sowjetrepublik 1991 unter Präsident Rahmon Nabijew für unabhängig erklärt hatte. Im Kampf um die Macht in Tadschikistan dauerte der Bürgerkrieg bis 1997 an.

## Verlauf
Dem postkommunistischen Regime standen kurzzeitig die Volksfront (Rastoches), vor allem aber die Vereinigte Tadschikische Opposition (VTO) entgegen. Zur VTO wiederum gehören die Partei der Islamischen Wiedergeburt (PIW), die Demokratische Partei (Liberale) und die Berg-Badachschaner Autonomiebewegung (Gegenpräsident Akbarschoh Iskandarow). Der tadschikische Bürgerkrieg wurde als ein Konflikt zwischen Altkommunisten und islamischen Fundamentalisten wahrgenommen. Er war indes nicht nur ein Konflikt zwischen Ideologien, wie es in westlichen Medien zum Teil verkürzt wiedergegeben wird, als vielmehr ein Machtkampf zwischen Regionen und regionalen Clans.
Iskandarow stützte sich auf die Ismailiten in seiner autonomen Heimatregion im Pamir (Osten), die faktisch abgespalten war, seit die Opposition den Machtkampf in Duschanbe verloren hatte und regierungstreue Milizen das Gebiet blockierten. Die PIW hat ihre Hochburg und Miliz in Qurghonteppa (Süden), die KP ihre bewaffneten Anhänger in Chudschand (früher Leninabad, woher Nabijew stammte), aber auch in Kulob, wo die Volksfront vorherrschte. Hinzu kommen politische Kräfte der Region Gharm.
Nabijews (Präsident 23. September 1991 bis 6. Oktober 1991 und 2. Dezember 1991 bis 7. September 1992) Verbündete aus Kulob hatten 1991 zunächst die islamisch-demokratische Regierung Iskandarows (Präsident 6. Oktober 1991 bis 2. Dezember 1991 und 7. September 1992 bis 19. November 1992) gestürzt und nach Afghanistan vertrieben, von wo aus eine tadschikische Exilregierung (VTO) Gegenangriffe führte. Als sich trotz des Eingreifens russischer Truppen 1992 ein Sieg der VTO-Milizen abzeichnete, stürzte eine Koalition aus Chudschand und Kulob den Präsidenten, zwang Nabijew zur Flucht und die VTO zu ergebnislosen Verhandlungen. Parlamentschef Emomalij Rahmonow setzte sich ab 20. November 1992 mit Hilfe russischer und usbekischer Panzer als neuer Präsident durch und ließ sich am 6. November 1994 wiederwählen. 300.000 Russen verließen das Land ebenso wie mehr als 100.000 Tadschiken, die nach Afghanistan flohen, während sich die islamisch-demokratisch-nationalistische Gegenregierung nach Badachschan zurückzog.
Die Ende 1994 erreichte Waffenruhe sollte von 15.000 (später 20.000) russischen Grenzsoldaten sowie einer (bis auf 400 Kirgisen) ausnahmslos aus Russen bestehenden GUS-Friedenstruppe überwacht werden, brach aber 1996. Als die Rebellenallianz daraufhin bis zu 70 % des Landes zu kontrollieren schien, zerbrach im gleichen Jahr die Regierungskoalition, es kam zu einem Putschversuch usbekischer Warlords (die usbekische Minderheit im Norden und Südwesten macht etwa 30 % der Bevölkerung aus), aber auch zur Spaltung der Opposition: ein Flügel der PIW und die Volksfront wechselten zu Rahmonow, der zur erfolgreichen Gegenoffensive überging.
Der Bürgerkrieg endete am 27. Juni 1997 mit einem Friedensvertrag in Moskau und einer 30-prozentigen Regierungsbeteiligung der VTO (unter PIW-Chef Sajid Abdullohi Nurij) bzw. 20 % für weitere Oppositionsgruppen. Am 6. November 1999 wurde Rahmonow für weitere sieben Jahre im Amt bestätigt.

## Opferzahl
Nach offiziellen Angaben der tadschikischen Regierung starben während des Bürgerkrieges über 60.000 Menschen. Laut Schätzungen unabhängiger Experten und Medienvertreter könnte die tatsächliche Zahl der Todesopfer zwischen 100.000 und 150.000 liegen.